# República Checa en los Juegos Paralímpicos de Sochi 2014
La República Checa estuvo representada en los Juegos Paralímpicos de Sochi 2014 por un total de 18 deportistas masculinos. El equipo paralímpico checo no obtuvo ninguna medalla en estos Juegos.